# Großdeutsche Volksgemeinschaft
Die Großdeutsche Volksgemeinschaft (GVG) war eine der Ersatzorganisationen für die nach dem Fehlschlag des Hitlerputsches im November 1923 verbotene Nationalsozialistische Deutsche Arbeiterpartei (NSDAP). Sie wurde Anfang Januar 1924 auf Anweisung Adolf Hitlers von Alfred Rosenberg und Hans Jacob gegründet.
Einem Bericht der Polizeidirektion München zufolge wurde die GVG am 15. Januar 1924 ins Vereinsregister eingetragen, als Geschäftsführer fungierte der spätere Reichsleiter Philipp Bouhler. Als Leiter fungierten formell vormals unbekannte NSDAP-Mitglieder, so die ersten Vorsitzenden Max Harbauer und Andreas Reuter. In den ersten Monaten eher unbedeutend, gewann die GVG durch den Zustoß von Julius Streicher und Hermann Esser im Frühjahr 1924 an Attraktivität für die versprengten NSDAP-Anhänger. Weitere prominente Mitglieder der GVG waren Artur Dinter, Wilhelm Frick, Gottfried Feder, Hermann Kriebel und Rudolf Buttmann.
In Konkurrenz zur GVG stand der Völkische Block in Bayern unter Vorsitz von Alexander Glaser, mit dem die GVG taktische Vereinbarungen für die Kandidatenaufstellung zur bayerischen Landtagswahl machte.
Nachdem Hitler die NSDAP am 27. Februar 1925 erneut gegründet hatte, löste sich die GVG am 12. März auf; ihre Mitglieder traten fast ausnahmslos der NSDAP bei.